# 미원스페셜티케미칼
미원스페셜티케미칼 주식회사(영어: Miwon Specialty Chemical Co. Ltd.)는 대한민국의 화학 기업이다.

## 역사
2017년 5월 1일, 미원홀딩스 주식회사에서 분할 설립되었으며 동년 5월 22일에 코스피 시장에 상장하였다.